# Mannheimgambiet
Het Mannheimgambiet is in de opening van een schaakpartij een gambiet dat in 1934 voor het eerst werd gespeeld tijdens een wedstrijd in Mannheim door de Russische schaker Efim Bogoljoebov. Het gambiet is een variant in het aangenomen damegambiet en het heeft de volgende beginzetten: 1.d4 d5 2.c4 dc 3.Pf3 Pf6. Het gambiet is ingedeeld bij de gesloten spelen.